# Fußball in Toluca
Der Fußball in Toluca, der Hauptstadt des mexikanischen Bundesstaates México, ist schwerpunktmäßig die Geschichte eines einzigen Vereins; des Deportivo Toluca FC, der seit der Saison 1953/54 in der höchsten Spielklasse vertreten ist und mit zehn Meistertiteln zu den erfolgreichsten Mannschaften des Landes gehört. Kein anderer Verein aus Toluca war jemals in der höchsten Spielklasse Mexikos vertreten.

## Die Anfänge des Fußballs im Bundesstaat México
Erster Pionier des Fußballsports im Bundesstaat México war der aus einer wohlhabenden deutschen Familie stammende Manuel Henkel. Die Familie Henkel besaß eine Fabrik in der Landeshauptstadt Toluca sowie ein großes Landgut in der Nähe der Stadt.
Um den Arbeitern der Hazienda „La Huerta“ (spanische Bezeichnung für Obst- und Gemüseplantagen) eine Freizeitbeschäftigung zu bieten, gründete Manuel Henkel im Jahr 1915 eine Fußballmannschaft, die den Namen der Hazienda erhielt. Den Überlieferungen zufolge war La Huerta die erste existierende Fußballmannschaft im Bundesstaat México. Noch im selben Jahr rief Henkel auch eine Betriebsfußballmannschaft in der Fabrik der Familie Henkel ins Leben, die nach dem in der Nähe von Toluca befindlichen Vulkan Xinantécatl benannt wurde. Dies war die erste Fußballmannschaft in der Landeshauptstadt Toluca. Die fast gleichzeitige Gründung der beiden Mannschaften sorgte dafür, dass diese sich miteinander messen konnten und ein Interesse für den Fußball geweckt wurde.
Um die Spieler beider Mannschaften sportlich optimal zu betreuen, heuerte Henkel den begabten mexikanischen Sportler Filiberto Navas an, der die Mannschaft nicht nur betreute, sondern auch aktiv, mal im Tor und mal im Angriff, unterstützte.
Viele Schüler des Sportlehrers Navas waren in dem Bekleidungsunternehmen „La Valenciana“ beschäftigt, das von den Brüdern Román und Gerardo Ferrat geleitet wurde. Auch sie wurden schnell vom Fußballvirus infiziert und waren zusammen mit Filiberto Navas und dem Fußballpionier Manuel Henkel treibende Kräfte bei der Gründung des Club Deportivo Toluca. Fast gleichzeitig entstanden mit Unión und Anáhuac weitere Teams, die von ortsansässigen Industrieunternehmen unterstützt wurden. Die zu jener Zeit bestehenden fünf Teams (La Huerta, Xinantécatl, Deportivo, Unión und Anáhuac) bestritten 1918 die erste Fußballmeisterschaft im Bundesstaat México und Deportivo Toluca erwies sich von Anfang an als stärkste Mannschaft.

## Profifußball
Als einziger Verein der Stadt Toluca gehörte Deportivo zu den Gründungsmitgliedern der 1950/51 erstmals ausgetragenen Segunda División, die bis 1994 noch den Rang einer zweiten Liga innehatte. Zwei Jahre später wagte mit Estrella Roja ein weiterer Verein der Stadt den Sprung in die zweite Liga, so dass es in der Saison 1952/53 (an deren Ende der Deportivo FC in die erste Liga aufstieg) zum bisher einzigen Mal zu einem Stadtderby von zwei Mannschaften aus Toluca in einer der beiden höchsten Spielklassen des mexikanischen Fußballs kam. Diese entschied Deportivo Toluca deutlich mit 3:0 und 7:2 zu seinen Gunsten.
Nach zwei durchwachsenen Spielzeiten, die stets im unteren Tabellenbereich endeten, zog Estrella Roja sich nach der Saison 1953/54 wieder aus dem bezahlten Fußball zurück und wurde im anschließenden Pokalwettbewerb der Segunda División durch den Stadtrivalen Deportivo Libano ersetzt. In den beiden nächsten Spielzeiten (1954/55 und 1955/56) vertrat der Club Independiente die Stadt Toluca in der zweiten Liga und erzielte ähnlich schlechte Resultate wie sein Vorgänger Estrella Roja. Weil im Schatten des übermächtigen Deportivo FC und eigenen schlechten sportlichen Leistungen kaum das Interesse des Publikums zu wecken war, konnte das finanzielle Abenteuer nicht auf Dauer bewältigt werden, so dass auch Independiente sich wieder zurückzog. Für die Saison 1958/59 wagte der Club San José einen Ausflug in die Segunda División, landete mit nur jeweils 6 Siegen und Remis aus 32 Spielen auf dem vorletzten Platz und zog sich ebenfalls wieder zurück.
Später waren aus Toluca noch die Potros de la UAEM (von 1972 bis 1974, von 1975 bis 1977 sowie erneut von 2009 bis 2020), die Osos Grises (von 1977 bis 1982) sowie Atlético Mexiquense (von 1997 bis 2009) in der zweiten Liga vertreten.